# Timang Rasa (Kute Panang)
Timang Rasa is een bestuurslaag in het regentschap Aceh Tengah van de provincie Atjeh, Indonesië. Timang Rasa telt 337 inwoners (volkstelling 2010).